# Насосні кірати

Модель філіального колеса і насосних кіратів. Музей нафти у Бориславі.

Насо́сні кірати — насосне устаткування, яке давало змогу качати нафту від одного силового пристрою одночасно з декількох свердловин, які інколи були розташовані від привода (кирата) на відстані від кількох десятків до кількох сотень метрів. Для передачі насосам руху застосовували систему незалежних коліс і трансмісій. Насосні кірати — привод насосних установок свердловин ХІХ — початку ХХ ст. Нині, як правило — музейний експонат. Також пристрій тих часів — філіальне колесо.